# MsHK Žilina
MsHK Żylina – słowacki klub hokejowy z siedzibą w Żylinie.

## Historia
Klub został założony 25 stycznia 1925 roku jako ŠK Žilina. W swoim pierwszym meczu rozegranym w historii 16 grudnia 1928 roku klub przegrał z Slavią Bańska Bystrzyca tracąc trzy bramki, nie pokonując przy tym bramkarza rywali. Przed oraz w trakcie II wojny światowej klub uczestniczył w rozgrywkach z drużynami środkowej Słowacji. W sezonie 1931/1932 zwyciężając w tych rozgrywkach. W latach 1945–1949 w mieście zbudowano sztuczne lodowisko, dzięki czemu w mieście zwiększyło się zainteresowanie hokejem. Przez dwa lata uczestniczyła w Ekstraklasie Czechosłowacji. Miało to miejsce w sezonach 1951/1952 oraz 1952/1953. W sezonie 1964/1965 zwyciężyła w pierwszej lidze narodowej Słowacji (drugi poziom rozgrywek Czechosłowacji), jednak w turnieju barażowym o awans nie wygrała żadnego spotkania i nie awansowała do najlepszej ligi Czechosłowacji. Łącznie w pierwszej lidzie narodowej Słowacji zespół rozegrał 22 sezony.
Po rozpadzie Czechosłowacji zespół wystartował w rozgrywkach pierwszej ligi słowackiej w pierwszym sezonie zajmując dziewiąte miejsce na dziesięć uczestników. W sezonie 2000/2001 zespół zajmując pierwsze miejsce uzyskał awans do ekstraligi. W debiucie na najwyższym szczeblu rozgrywkowym Słowacji zespół uplasował się na ósmej pozycji. Po kolejnych trzech sezonach zakończonych na pierwszej rundzie fazy play-off, drużyna zdobyła pierwszy tytuł mistrza Słowacji, mimo iż w sezonie zasadniczym zajęła szóste miejsce. Tytuł najlepszego bramkarza rozgrywek w tym sezonie zdobył zawodnik Żyliny - Miroslav Lipovský. W kolejnych sezonach zespół nie odniósł już sukcesów, kończąc sezon na rundzie zasadniczej, bądź dwukrotnie (w sezonach 2007/2008 i 2011/2012) startując tylko w pierwszej rundzie fazy play-off.
W styczniu 2007 roku zespół uczestniczył w rozgrywkach o Puchar Mistrzów IIHF, zajął w nim czwarte miejsce, pokonując w fazie grupowej Spartę Praga oraz przegrywając z fińskim HPK.
Od maja 2015 do 2017 trenerem zespołu był Milan Jančuška.

## Dotychczasowe nazwy
| - 1925 – Športový klub (ŠK) Žilina - Sokol Slovena Žilina - Iskra Slovena Žilina - Dynamo Žilina - 1964 – Jednota Žilina - 1967 – ZVL Žilina - 1993 – Drevoindustria Žilina - Tatran Žilina |  | - Hokejový klub Žilina - VTJ Žilina Hokejový - Športový Klub polície Žilina - ŠKP PCHZ Žilina - MsHK KP Žilina - 2006 – MsHK Žilina a.s - 2008 – MsHK Garmin Žilina - 2010 – MsHK DOXXbet Žilina - 2020 - Vlci Žilina |

## Sukcesy
- Złoty medal mistrzostw Słowacji: 2006
- Brązowy medal mistrzostw Słowacji: 2017
- Złoty medal 1. ligi: 2000, 2022, 2024